# Jadranka Stojaković

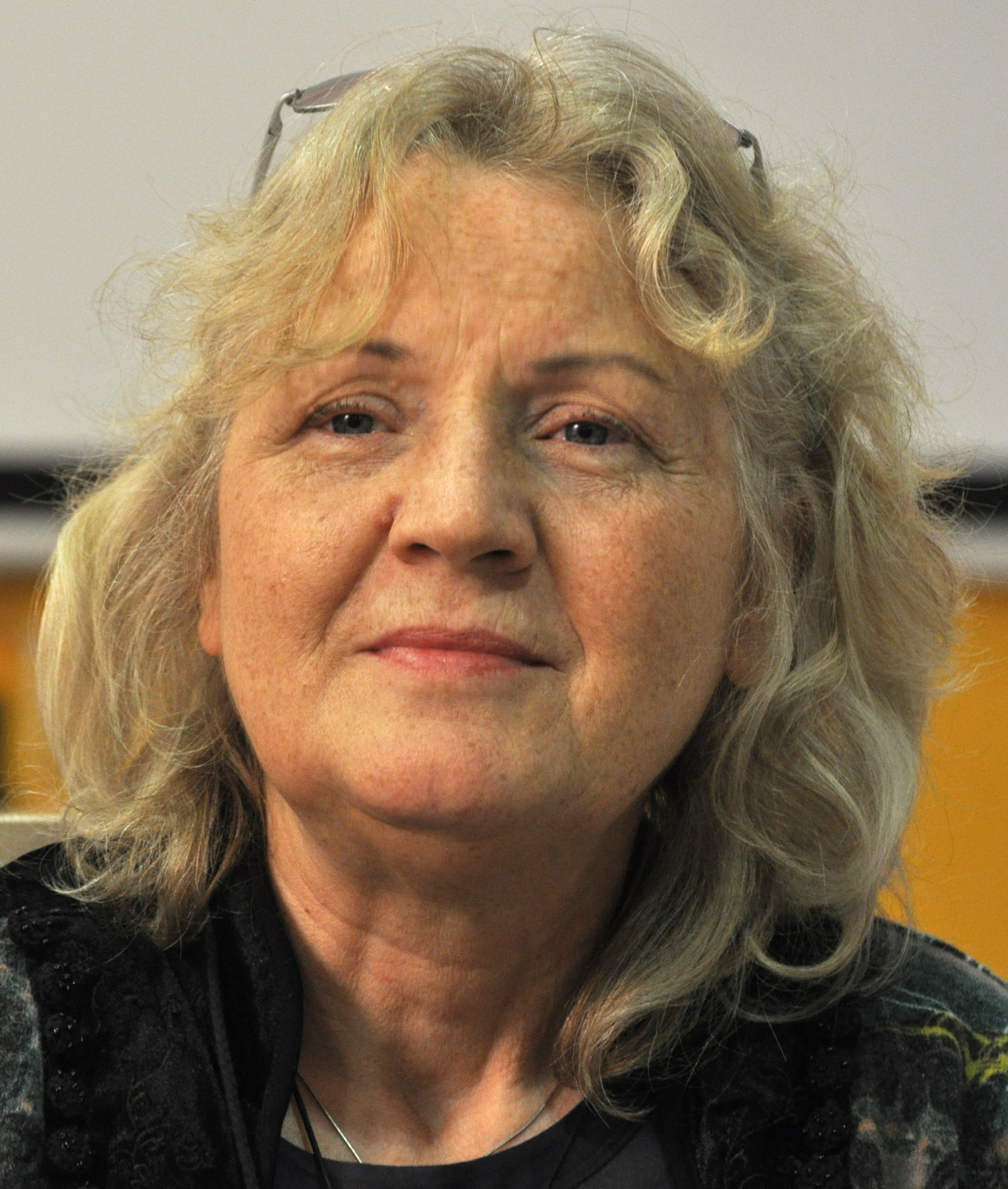
Jadranka Stojaković (2011)

Jadranka Stojaković (serbisch-kyrillisch Јадранка Стојаковић; 24. Juli 1950 in Sarajevo; † 3. Mai 2016 in Banja Luka) war eine jugoslawische bzw. bosnische Singer-Songwriterin. Ihre bekanntesten Hits waren Sve smo mogli mi, Što te nema und Bistre vode Bosnom teku.

## Biographie
Stojaković wurde 1950 Sarajevo im damaligen Jugoslawien in einer Lehrer-Familie geboren. Sie wuchs in einem kleinen Dorf in der Nähe von Bosanski Novi auf, wo ihre Eltern als Lehrer tätig waren. Nach der Scheidung ihrer Eltern lebte Stojaković bei ihrer Mutter, die in den folgenden Jahren in vielen verschiedenen Städten und Gemeinden wie Dubrovnik, Gradac na Moru, Vareš arbeitete, schließlich in verschiedenen Dörfern rund um Sarajevo.
Mit 16 Jahren schloss sich Stojaković 1966 der Jazzband ihres Onkels Vukašin Radulović an und trat mit ihr in Jugoslawien und in anderen Teilen Europas, hauptsächlich Deutschland auf.
1974 machten sie zwei Tourneen durch Russland, das erste Mal mit Dalibor Bruno, Višnja Korbar und der Gruppe One i oni, das zweite Mal mit Oliver Dragojević, Minjo Subota und Slađan Milošević.
1981 sang sie gemeinsam mit Neda Ukraden und Ismeta Dervoz-Krvavac die Backing Vocals in Vajtas Lied Laila, das Jugoslawien beim Eurovision Song Contest 1981 in Irland vertrat. Bei den Olympischen Winterspielen 1984 in ihrer Heimat Sarajevo sang sie das offizielle Titellied der Spiele, das sie auch geschrieben hatte. Durch Vermittlung einer japanischen Journalistin wurde sie zu einem internationalen Musikfestival nach Japan eingeladen und erhielt danach einen Vierjahresvertrag.
Sie lebte von 1988 bis 2011 in Japan. 2009 verletzte sie sich auf der Bühne, als sie während eines Konzerts über ein Kabel stolperte. Bei ihr wurde in der Folge eine Amyotrophe Lateralsklerose (ALS) diagnostiziert, eine fortschreitende neurodegenerative Erkrankung. Stojaković kehrte nach Bosnien zurück. Dort musste sie sich mit den bosnischen Behörden auseinandersetzen, die ihre Wohnung während ihres Auslandsaufenthalts beschlagnahmt hatten. Sie komponierte und schrieb weiter Songs und gab 2011 mehrere vorab geplante Konzerte. Bei der Musikproduktion von Radio Televizija Republike Srpske (RTRS) in Banja Luka übernahm sie eine führende Position. Ihr Compilation-Album Boje zvuka wurde 2013 von RTRS veröffentlicht.
Wegen zunehmender gesundheitlicher Einschränkungen zog Stojaković schließlich in ein Pflegeheim in Banja Luka, wo sie am 3. Mai 2016 starb.

## Auszeichnungen
- 1984 Beste Künstlerin der SFR Jugoslawien

## Diskografie (Auswahl)
- 1981: Svitanje [Tagesanbruch], LP 8018, bei Diskoton, Sarajevo
- 1982: Da odmoriš malo dušu [Damit die Seele ein wenig zur Ruhe kommt], bei Diskoton, Sarajevo
- 1985: Sve te više volim [Ich liebe dich mehr und mehr], bei Sarajevo disk, Sarajevo
- 1987: Vjerujem [Ich glaube], bei PGP RTB, Belgrad
- 1994: Sarajevo balada, bei Omagatoki Records
- 1996: Baby Universe, bei Omagatoki Records[7]
- 2007: 音色 = Otoiro – Adriatic Muse On The Cruise, bei Omagatoki Records
- 2011: Daleko [Weit weg], bei Croatia Records